# شرودینگر (دهانه)
شرودینگر یک دهانه برخوردی در ماه‌ است.

## دهانه‌های اقماری
این دهانه ۴ دهانه اقماری دارد.
| Schrödinger | عرض جغرافیایی | طول جغرافیایی | قطر          |
| ----------- | ------------- | ------------- | ------------ |
| J           | ۷۸.۴° S       | ۱۵۴.۶° E      | ۱۶.۰ کیلومتر |
| B           | ۶۸.۴° S       | ۱۴۱.۳° E      | ۲۵.۰ کیلومتر |
| W           | ۶۸.۵° S       | ۱۱۵.۶° E      | ۱۲.۰ کیلومتر |
| G           | ۷۵.۴° S       | ۱۳۷.۲° E      | ۸.۰ کیلومتر  |